# El Código Da Vinci (videojuego)
El Código Da Vinci es un videojuego de puzles y aventuras de 2006 desarrollado por The Collective y publicado por 2K para PlayStation 2, Xbox y Microsoft Windows. Aunque el juego salió a la venta el mismo día que la película del mismo nombre, está basado directamente en la novela de 2003 de Dan Brown y no en la película. Por ello, los personajes del juego no se parecen ni suenan como sus homólogos cinematográficos.
El Código Da Vinci recibió críticas dispares en todas las plataformas. Aunque algunos críticos alabaron la fidelidad del juego al material original, la mayoría criticó los gráficos y la jugabilidad básica, sobre todo el combate cuerpo a cuerpo.

## Como se juega
El Código Da Vinci es un juego de acción, aventura y puzzle que se juega desde una perspectiva en tercera persona. El objetivo del juego, al igual que en el libro y la película, es encontrar el Santo Grial. Para conseguirlo, el jugador debe reunir pistas, resolver puzles y esquivar o derrotar a los enemigos.
Los jugadores controlan tanto a Robert Langdon como a Sophie Neveu. El personaje que el jugador controla en cada nivel está predeterminado; el jugador no puede elegir qué personaje utilizar en cada momento del juego. Las diferencias entre los dos personajes son puramente narrativas; en cuanto a la jugabilidad, ambos tienen la misma velocidad, fuerza y habilidades, pueden usar los mismos objetos y comparten inventario.
La mayor parte del juego se basa en tres aspectos: la búsqueda, el combate cuerpo a cuerpo y los puzles. Cuando se buscan lugares, el jugador mueve a los personajes por un entorno tridimensional visto desde una perspectiva en tercera persona. Cuando se encuentra un objeto o un lugar que puede examinarse más de cerca, el juego cambia al modo en primera persona y el jugador puede investigar con más detalle. En ese momento, se pueden descubrir pistas sobre el objeto o encontrar objetos más específicos dentro del lugar.
El combate cuerpo a cuerpo se divide en dos fases. En la primera, el jugador se acerca a un enemigo e intenta golpearlo, como en la mayoría de los juegos beat 'em up. Si el jugador consigue golpear al enemigo, el juego entra en modo ataque. Si el jugador falla y es atacado, el juego entra en modo defensa. Ambos modos son idénticos en la medida en que el jugador debe pulsar una secuencia de botones antes de que se agote el tiempo. Si lo hace correctamente, atacará o bloqueará al enemigo. Si se queda sin tiempo o pulsa los botones equivocados, será atacado o bloqueado. Los jugadores también pueden empujar a los enemigos e intentar huir del combate, y pueden intentar evitar el combate por completo acercándose sigilosamente por detrás de los enemigos y noqueándolos.

## Trama
El juego comienza con Silas ((al que pone voz  Phil LaMarr) sentado en su habitación, apretándose un cilicio de metal con púas alrededor de la pierna.  Después coge una pistola y se marcha. El juego muestra a Robert Langdon (Robert Clotworthy), un profesor de simbología de Harvard que se encuentra en París para dar una conferencia, llegando al  Louvre, donde el Cpt. Bezu Fache (Enn Reitel) le ha pedido que vea la escena de un crimen.  Jacques Saunière (Neil Ross ), amigo de Langdon y conservador del museo, ha sido asesinado. En un flashback, se muestra a Silas preguntándole a Saunière dónde se encuentra algo. Saunière se lo dice y Silas responde: "Te creo. Los otros me dijeron lo mismo", antes de dispararle.
En el museo, Fache le muestra a Langdon que, antes de morir, Saunière escribió una cifra numérica y un mensaje: "¡Oh Diablo Draconiano! Oh Santo Cojo!" con tinta negra. En ese momento llega Sophie Neveu (Jennifer Hale), miembro del departamento de criptografía, y explica que el cifrado forma parte de la secuencia de Fibonacci, aunque los números están desordenados. A continuación, le dice en secreto a Langdon que está en peligro, ya que Fache cree que él es el asesino. En los aseos, le revela que la policía ha colocado un dispositivo de localización GPS a Langdon. Neveu le dice que también estaban escritas con tinta negra las palabras "PS. Encuentra a Robert Langdon". Explica que Saunière era su abuelo y "PS" era el apodo que le ponía; "Princesa Sophie". Cree que Saunière incluyó la cifra numérica en el mensaje para asegurarse su implicación en el caso.
Langdon arroja el dispositivo GPS a un coche que pasa, y la mayor parte de la policía abandona el museo para seguirle. Él y Neveu regresan junto al cadáver, y Langdon se da cuenta de que los números están fuera de secuencia para decirles que las letras también están fuera de secuencia; las palabras son anagramas. Descifra "Draconian Devil" como "Leonardo da Vinci" y "Oh Lame Saint" como "The Mona Lisa". Mientras se dirigen al cuadro, Langdon especula que "PS" también podría referirse al Priorato de Sión. Su teoría se refuerza cuando Neveu recuerda haber visto las letras junto con una flor de lis cuando era niña; "PS" combinado con una flor de lis es el escudo de armas del Priorato. En la Mona Lisa, encuentran una clave de sustitución escrita con tinta negra clara en el cristal que rodea el cuadro. Las pistas les conducen al despacho de Saunière, donde escuchan un mensaje en el que la hermana Sandrine de Saint-Sulpice dice a Saunière que "el suelo está roto y los otros tres están muertos". Se oye cómo se rompe una ventana y un hombre dice: "Tu destino quedó sellado en el momento en que te enfrentaste a Manus Dei". Mientras siguen las pistas dejadas por Saunière, Neveu llega a la conclusión de que deben dirigirse a su castillo. Ella y Robert se separan: ella se dirige al castillo y él a Saint-Sulpice.
Una vez allí, encuentra a un monje atacando a una joven monja. Noquea al monje, y la monja, la hermana Marguerite (Jane Carr), le dice que Sandrine está muerta, asesinada por Silas, que buscaba algo que Sandrine se negó a darle. Se marchó momentos antes de que llegaran los monjes, que parecían intentar borrar las pruebas de sus actos. Langdon concluye que los monjes son miembros de Sanctus Umbra, un subgrupo militante de Manus Dei. Langdon examina el suelo roto en la base del Gnomon de San Sulpicio y encuentra una lápida de piedra con Job 38:11 inscrito en ella; "Hasta aquí llegarás, pero no más allá". Deduce que Silas fue engañado por Saunière y los demás. Se dirige a la cripta, donde encuentra una lista de los Grandes Maestres del Priorato, descubriendo que Saunière era el Maestro actual.
Mientras tanto, en el castillo, Neveu se dirige a la gruta subterránea de Saunière. Evade tanto a Silas como a la policía y sigue una serie de pistas para encontrar una llave con la dirección del Banco Depositario de Zurich. Al encontrarse con Langdon, se dirigen al banco, donde abren la caja de depósito de Saunière y encuentran un criptex. Luego se dirigen al Château Villette, la residencia de Sir Leigh Teabing (Greg Ellis ), amigo de Langdon y uno de los principales expertos del mundo en el Santo Grial. Teabing y Langdon le explican a Neveu que el Grial no es una copa, sino una referencia a una mujer. Al observar La última cena de Da Vinci, Teabing explica que la imagen de Juan es en realidad María Magdalena, con quien estaba casado el Jesús histórico. Este matrimonio fue suprimido por la Iglesia primitiva, que necesitaba que sus seguidores creyeran que Jesús era divino. Teabing explica que el cáliz que contenía la sangre de Cristo, el Santo Grial de la leyenda, era la propia María, ya que estaba embarazada del hijo de Jesús.  En este punto, llega Silas y revela que asesinó a Saunière bajo las órdenes de "El Maestro". Langdon y Neveu lo incapacitan, y con Teabing y su sirviente Remy (Andrés Aguilar ), se dirigen a Londres, llevándose consigo a Silas inconsciente.
Aterrizan en Biggin Hill y se dirigen a la iglesia del Temple. Langdon y Teabing entran, pero en el patio, Neveu ve cómo Remy les traiciona y envía a una banda de matones tras ellos. Langdon se despierta en un calabozo, pero consigue escapar y se reúne con Neveu. Le cuenta que Remy tiene secuestrado a Teabing para utilizarlo como moneda de cambio por el criptex. Dentro de la iglesia, Remy y Silas se enfrentan a Langdon y Neveu, que huyen y se dirigen a la Abadía de Westminster, donde está retenido Teabing. Una vez allí, deciden que deben resolver el criptex para negociar por la vida de Teabing. Siguiendo una serie de pistas dejadas por Saunière, lo consiguen, pero antes de poder abrirlo, son capturados por Remy. Éste los lleva ante Teabing, que se revela como El Profesor. Dispara a Remy porque ya no le necesita y revela que Silas acaba de ser arrestado por los recientes asesinatos. Les dice a Langdon y Neveu que el Priorato debía hacer público el contenido del criptex en vísperas del Nuevo Milenio, pero Saunière decidió no hacerlo. Por ello, Teabing decidió revelar él mismo los documentos. Pide a Langdon y Neveu que se unan a él para revelar la verdad sobre María Magdalena, pero éstos se niegan y Langdon destruye el criptex. Teabing es arrestado mientras lamenta que la verdad se haya perdido para siempre.
Sin embargo, Langdon había retirado el documento antes de destruir el dispositivo. Siguiendo la pista que contiene, él y Neveu se dirigen a la Capilla Rosslyn. Allí encuentran un árbol genealógico de la familia Saint-Clair, que se remonta a la dinastía merovingia. En una serie de documentos, se enteran de que cuando la familia de Sophie murió en un accidente de coche, los informes de los periódicos decían que toda la familia había muerto: madre, padre y dos hijos. Los informes también dicen que la familia se apellidaba Saint-Clair. Langdon se da cuenta de la verdad; Neveu sobrevivió al accidente, y el Priorato difundió la historia de que estaba muerta para protegerla, ya que es una pariente de sangre viva de Jesús. La abuela de Neveu llega entonces, explicando que la familia cambió su nombre por protección. Presenta a Neveu a su hermano, que también sobrevivió al accidente; él vino a Escocia mientras que Neveu se fue a Francia con Saunière. La abuela de Neveu le dice entonces a Langdon que el grial no está en Rosslyn, sino en Francia. Se da cuenta de que la pista del criptex no apuntaba a Rosslyn, sino al Rose Line de París. Se despide de Neveu y se dirige a Francia, comprendiendo finalmente que el grial se encuentra bajo la pirámide del Louvre.

## Desarrollo
El juego se anunció el 2 de noviembre de 2005, con Sony Pictures revelando que The Collective estaba desarrollando 2K Games, con planes para un lanzamiento simultáneo con la próxima película dirigida por Ron Howard. Sin embargo, Sony también declaró que el juego se basaba en el libro, no en la película. También se anunció que Charles Cecil, creador de la serie Broken Sword, trabajaba como asesor en los puzles del juego.
En abril de 2006 se mostró a los sitios web de videojuegos una versión del juego completada en un 80%. Se mostró el modo de combate cuerpo a cuerpo "Struggle System", así como las diversas localizaciones y las recreaciones de obras de arte reales. También se reveló que el juego incluiría niveles y localizaciones que no aparecían en la novela, aunque se ceñiría a la trama general de Brown. Douglass C. Perry, de IGN, escribió lo siguiente sobre la demo: "El juego funcionó bien, con gráficos nítidos y limpios para los sistemas de la actual generación, con diálogos interesantes y una premisa que destaca entre muchos otros títulos del género de aventuras". Este título lineal, basado en una historia, nos intrigó por su enfoque en el arte y la cultura, pero respaldó los embriagadores conceptos con puzles inteligentes, un divertido sistema de agarre y una buena jugabilidad". A pesar del furor por todo lo next-gen de estos días, El Código Da Vinci, un juego que normalmente olería a comida para perros de licencia cinematográfica, es en cambio un refrescante replanteamiento del género de aventuras bastante desgastado". El juego también se presentó en mayo de 2006 en el E3.

### Adaptaciones para teléfonos móviles
Un mes antes del juego principal se anunció una adaptación de la novela en dos partes para teléfonos móviles, desarrollada por Kayak Interactive. La primera parte, El Código Da Vinci: The Quest Begins, salió a la venta el 14 de abril de 2006, antes que el juego principal y la película. La adaptación adoptó la forma de un juego de puzles isométrico. La segunda parte del juego nunca llegó a realizarse. En abril de 2006 se anunció otro juego para móviles, The Da Vinci Code 3D, que salió a la venta en mayo de 2006. Fue desarrollado por Southend Interactive.

### Música
La música original del videojuego El Código Da Vinci fue compuesta por Winifred Phillips. La música del juego fue elogiada por varios críticos. Jeff Hall, de la web de crítica musical ScreenSounds, la calificó de "excelente pieza de música de acción contemporánea". Jonathan Fildes, de BBC News, escribió: "La música de acompañamiento confiere una atmósfera etérea al juego". Juan Castro, de IGN, la describió como "malhumorada, atmosférica y decididamente espeluznante. Es la música adecuada para resolver puzles a ritmo lento". JP Hurh, de Game Revolution, escribió: "La música ambiental es muy tensa y crea el ambiente adecuado".

## Recepción
El Código Da Vinci recibió críticas dispares en las tres plataformas. La versión para PlayStation 2 tiene una puntuación agregada de 54 sobre 100 en Metacritic, basada en cuarenta y tres críticas, la versión para Xbox 52 sobre 100, basada en treinta y cuatro críticas, y la versión para PC 53 sobre 100, basada en veinticinco críticas.
Juan Castro, de IGN, puntuó todas las versiones con un 4,5 sobre 10, y escribió: "Tiene una historia fascinante de conspiración y asesinatos, pero se queda estancado por una jugabilidad descuidada. Incluso tiene algunas mecánicas interesantes aquí y allá, pero parecen poco desarrolladas y añadidas al azar". Se mostró muy crítico con el combate cuerpo a cuerpo y concluyó que "como videojuego, El Código Da Vinci capta una fracción de la intriga de la novela superventas. Teje una interesante historia de conspiración y corrupción, pero la jugabilidad simplemente no la respalda. No ofrece suficiente variedad de puzles para los aficionados a las aventuras serias, y el combate irritará o aburrirá a la mayoría de los aficionados a la acción."
David Chapman, de GameSpy, puntuó las versiones de Xbox y PlayStation con un 2 sobre 5. Fue muy crítico con los gráficos: "Lo único más rígido que la actuación son las animaciones de los personajes. Los personajes se mueven con toda la gracia de un perezoso de tres dedos". Alabó los puzles, pero criticó el sistema de combate y concluyó que "en general, el juego es un intento bastante soso y poco estimulante de sacar partido de una franquicia de éxito". La pobre presentación del juego y el frustrante sistema de combate hacen que el misterio que se esconde tras El Código Da Vinci sea uno que la mayoría de los jugadores preferirían dejar sin resolver".
JP Hurh, de Game Revolution, dio un suspenso a las versiones para PlayStation 2 y Xbox, citando una "multitud de fallos y errores de programación poco intuitivos. El juego se congela cuando intentas usar ciertas armas, una pista esencial es invisible y no puedes atravesar puertas o interactuar con objetos cuando llevas algo encima". También se mostró muy crítico con la IA enemiga y el combate cuerpo a cuerpo.
James Lyon, de Eurogamer, otorgó a la versión para PC una puntuación de 5 sobre 10. Como la mayoría de los críticos, criticó el sistema de combate y escribió: "El verdadero problema de El Código Da Vinci es que no sabe muy bien a quién atraer. Los combates y el sigilo están tan inarmónicamente superpuestos que los convierten en una tarea irritante para los que sólo quieren resolver puzles, pero también están tan mal hechos que son difíciles de aguantar aunque los quisieras". En su opinión, el juego capta bien el tono de la novela, pero concluye: "The Collective parece haberse pasado un poco, poniendo demasiado énfasis innecesario en elementos de acción repetitivos y cada vez más tediosos, en detrimento de las aventuras, ya de por sí poco pulidas. Al intentar satisfacer las necesidades de lo que quieren tanto los jugadores como los fans del Código Da Vinci, The Collective ha acabado con un juego que, en última instancia, sólo satisface a medias a unos y a otros y no es genial para ninguno."
Greg Mueller, de GameSpot, valoró El Código Da Vinci como "una experiencia de juego desafiante y variada que satisfará al criptógrafo aficionado que todos llevamos dentro". Elogió la integridad del juego con respecto a la novela, pero, como la mayoría de los críticos, se mostró crítico con el sistema de combate. Concluyó que "el mayor defecto de El Código Da Vinci es la presentación general. Los actores de doblaje suenan completamente planos y desinteresados en el diálogo, las animaciones de los personajes son todas espasmódicas y de aspecto poco natural, e incluso hay algunos fallos frustrantes que hacen que el juego parezca inacabado".
Las publicaciones ajenas al mundo de los videojuegos también recibieron mal el juego. Jonathan Fildes, de BBC News, se refirió a la versión para PlayStation 2 como "una frustrante adaptación cinematográfica, con interminables escenas y una jugabilidad irregular. A veces resulta tedioso, y otras como si el antiguo misterio se estuviera desarrollando en tiempo real". En su opinión, "la mayor parte del juego consiste en deambular sin rumbo por iglesias, galerías de arte y casas señoriales con la esperanza de tropezar con algún objeto de interés". Charles Herold, de The New York Times, calificó el juego de mediocre y afirmó: "Como me gustan los puzles, disfruté mucho de Da Vinci a pesar de sus defectos. Pero hay muchos, y la chapucera implementación del juego se puede apreciar en una serie de cuestionables decisiones de diseño." Chris Dahlen, de The A.V. Club, se mostró mucho menos impresionado, dando al juego una C- y escribiendo que "el mecanismo de combate es una abominación". Matt Degen, del Detroit Free Press, fue uno de los pocos críticos que quedó impresionado con el juego, puntuándolo con 3 de 4, y afirmando: "Pasarás mucho tiempo descifrando anagramas y otros códigos, y tampoco son un juego de niños. También hay algo de combate que, aunque parece un poco fuera de lugar, aporta variación al juego".

### Ventas
El juego no obtuvo buenas cifras de ventas. En el Reino Unido, debutó en el puesto 12 de las listas de ventas de todos los sistemas. En su segunda semana, las ventas mejoraron ligeramente y ascendió al puesto 8. El juego vendió menos de 20.000 unidades.